# Герберт, Джордж, 7-й граф Поуис
Джордж Уильям Герберт, 7-й граф Поуис (англ. George William Herbert, 7th Earl of Powis; 4 июня 1925 — 13 августа 1993) — британский пэр, заседавший в Палате лордов с 1988 по 1993 год.

## Семья и происхождение
Родился 4 июня 1925 года. Старший сын преподобного Перси Марка Герберта (1885—1968), епископа Нориджа, Кингстона и Блэкберна, служившего секретарем туалета, и достопочтенной Элейн Летиции Альгиды Орд-Паулетт (1895—1984). Среди его младших братьев и сестер (которым было присвоено звание графских детей в 1991 году) был достопочтенный Дэвид Марк Герберт (исполнительный директор Studio Vista), леди Элизабет Барбарина Герберт (жена майора Хьюберта Роберта Холдена из замка Сибдон, верховного шерифа Шропшира), и достопочтенный Эндрю Клайв Герберт.
Его бабушкой и дедушкой по отцовской линии были Сибелла Августа Герберт, урождённая Милбанк (? — 1926), и генерал-майор достопочтенный Уильям Генри Герберт (1834—1909), мэр Шрусбери, младший сын Эдварда Герберта, 2-го графа Поуиса (1785—1848), и Люси Герберт, графини Поуис (1793—1875). Его бабушкой и дедушкой по материнской линии были Уильям Орд-Паулетт, 5-й барон Болтон (1869—1944), и Элизабет, урождённая Гибсон, дочь 1-го барона Ашборна.
Он получил образование в Итонском колледже, а затем поступил в Тринити-колледж в Кембридже, который окончил со степенью бакалавра искусств в 1949 году.

## Карьера
Джордж Герберт был назначен членом Общества земельных агентов. Лорд Поуис «владел поместьем на границе с Уэльсом» и «сдавал свои коттеджи в Чирбери за низкую арендную плату, защищая деревенскую школу, и возглавил призыв восстановить приходскую церковь».
После смерти своего двоюродного брата-холостяка, Кристиана Герберта (оба правнука 2-го графа Поуиса), 7 октября 1988 года, Джордж Герберт стал 7-м графом Поуисом, в дополнение к ряду дополнительных титулов, включая титул барона Клайва из Плесси, барон Клайв из Уолкота, барон Герберт из Чирбери, виконт Клайв из Ладлоу и барон Поуис из замка Поуис.

## Личная жизнь
26 июля 1949 года Герберт женился на достопочтенной Кэтрин Одейн де Грей (род. 26 апреля 1928), дочери подполковника Джорджа де Грея, 8-го барона Уолсингема (1884—1965), и Гиацинт Ламбарт Боуэнс (? — 1968). Супруги жили в Маррингтон-холле в Чирбери, Шропшир. Их дети:
- Джон Джордж Герберт, 8-й граф Поуис (род. 19 мая 1952), который в 1977 году женился на Марике Софии Гутер, дочери Маартена Нанне Гутер[5]. У них четверо детей.
- Достопочтенный Майкл Клайв Герберт (род. 22 августа 1954), который в 1978 году женился на Сьюзен Мэри Бейкер, дочери Гая Бейкера[1]. У них трое детей.
- Достопочтенный Питер Джеймс Герберт (род. 26 декабря 1955), который в 1978 году женился на Терри Макбрайд, дочери Шона Макбрайда. У них было две дочери и сын, затем он снова женился и родил ещё двоих детей.
- Достопочтенный Эдвард Дэвид Герберт (1 июля 1958 — 29 сентября 2008), который в 1985 году женился на Диане Кристин Шор, дочери Седрика Шора[1]. У них двое детей.
- Леди Лоррейн Элизабет Герберт (род. 3 апреля 1961), в 1981 году вышедшая замуж за Роджера Сэмюэля Джонса[1]. У них двое детей.
- Леди Никола Венди Герберт (род. 9 мая 1962), в 1985 году вышедшая замуж за Роберта Томаса Бакстона[1]. У них есть дочь Ким.

После продолжительной болезни лорд Поуис скончался в Королевской больнице Шрусбери в Шропшире 13 августа 1993 года в возрасте 68 лет.